# Syzygium pseudomegistophyllum
Syzygium pseudomegistophyllum là một loài thực vật có hoa trong Họ Đào kim nương. Loài này được W.N.Takeuchi mô tả khoa học đầu tiên năm 2002.